# Ricardo Rodríguez Saá
Ricardo Rodríguez Saá (San Luis, n.c.1885 - ibídem, 20 de mayo de 1951) fue un político y médico argentino, que ocupó el cargo de Gobernador de San Luis entre el 15 de junio de 1934 y el 15 de junio de 1938.

## Biografía
Nació en ciudad de San Luis, hijo de Elías Rodríguez y Feliciana Saá.
Perteneció a la familia Rodríguez Saá, cuyos integrantes han ocupado diversos cargo públicos en San Luis. Comenzó su militancia en el Partido Demócrata Liberal, el cual había fundado su hermano Adolfo Pampa Rodríguez Saá. Es tío abuelo del expresidente argentino y exgobernador de San Luis, Adolfo Rodríguez Saá y de Alberto Rodríguez Saá, también gobernador.
Durante su gestión como gobernador se destacan la construcción de diversos caminos viales, escuelas, de obras hidráulicas y diversos edificios públicos (Tribunales, Palacio Legislativo, Hotel El Volcán, que fueron inaugurados a fines de 1938) como la creación de nuevas líneas de ómnibus. Además, se firmó el contrato para la construcción de la presa Cruz de Piedra. Se estableció el sábado inglés en la provincia.  La obra pública si bien pudo sustentarse con fondos provinciales en parte, también fue llevada a cabo con acuerdos con el presidente Agustín P. Justo, quien visitó la ciudad de San Luis. La construcción de caminos, principal interés del gobernador, junto con el resto de la obra pública buscaron combatir el desempleo producto de la crisis económica de esos años.
Fue elegido Diputado Nacional para el período 1940 y 1944, pero fue depuesto por la revolución de 1943.